# 12991 Davidgriffiths
A 12991 Davidgriffiths (ideiglenes jelöléssel (12991) 1981 EN21) a Naprendszer kisbolygóövében található aszteroida. Schelte J. Bus fedezte fel 1981. március 2-án.

## Kapcsolódó szócikk
- Kisbolygók listája (12501–13000)